# Josip Ćorić
Josip Ćorić (* 9. November 1988 in Zagreb, SFR Jugoslawien) ist ein bosnischer Fußballspieler.

## Karriere
Josip Ćorić begann beim NK Rudeš, einem Klub aus Zagreb, mit dem Fußballspielen und wechselte aus dessen Jugendabteilung 2007 zu NK Moslavina. Als 2009 FC Red Bull Salzburg seinen jüngeren Bruder Ante Ćorić mit erst 12 Jahren verpflichtete, zog die gesamte Familie nach Salzburg und Josip wechselte zum SV Seekirchen. Im Sommer 2009 wechselte er zum FC Slovan Liberec, für den er auch vier Spiele in der Europa-League-Qualifikation bestritt. Danach folgten zwei in der Slowakei, ehe er 2012 zur zweiten Mannschaft von Red Bull Salzburg stieß. In der Saison 2012/13 spielte er beim Red Bull Ableger FC Liefering, mit denen er den Aufstieg in die Erste Liga schaffte, aber der Vertrag nicht verlängert wurde. Seit Sommer 2013 steht er wieder in Kroatien bei NK Istra 1961 unter Vertrag.